# Ashley Moloney
Ashley Moloney (13 de marzo de 2000) es un deportista australiano que compite en atletismo.
Participó en los Juegos Olímpicos de Tokio 2020, obteniendo una medalla de bronce en la prueba de decatlón. Ganó una medalla de bronce en el Campeonato Mundial de Atletismo en Pista Cubierta de 2022, en el heptatlón.

## Palmarés internacional
| Juegos Olímpicos                     | Juegos Olímpicos  | Juegos Olímpicos  | Juegos Olímpicos |
| Año                                  | Lugar             | Medalla           | Prueba           |
| ------------------------------------ | ----------------- | ----------------- | ---------------- |
| 2020                                 | Tokio (Japón)     | Medalla de bronce | Decatlón         |
| Campeonato Mundial en Pista Cubierta |                   |                   |                  |
| Año                                  | Lugar             | Medalla           | Prueba           |
| 2022                                 | Belgrado (Serbia) | Medalla de bronce | Heptatlón        |